# António Julião da Costa
Antônio Julião da Costa foi um intelectual, negociante e diplomata português, do século XIX. 

### Biografia
Antônio Julião da Costa era natural de Lisboa, filho de Francisco da Costa Nogueira e Honorata Maria Joaquina da Costa. Seu pai era negociante e tinha posses consideráveis. Seguindo os passos do pai, Julião da Costa graduou-se na Aula do Comércio e também se tornou comerciante, assim como seus irmãos João Gualberto da Costa e Francisco Galdêncio da Costa. 
Em Portugal se envolveu no comércio de grosso trato. Importando produtos ingleses já em 1808. A sua fortuna, todavia, se deve a sua relação com o solo brasileiro. Junto a seus irmãos ele criou uma sociedade de negócios no Maranhão, passando o próprio a residir em São Luís. Voltou a Portugal, em 1810, para adentrar na carreira diplomática, sendo indicado ao cargo de Cônsul-Geral português em Liverpool, Inglaterra. 
Ficou no cargo até 1833, dedicando-se conjuntamente o comércio, a literatura e a diplomacia. Na área da industria ele ficou famoso por ter sido o primeiro a introduzir a máquina a vapor inglesa em solo português. Esse movimento vem desde de 1817, quando protocolizou um pedido de privilégio exclusivo de 5 anos para criar uma máquina que limpa e descasca arroz.
A máquina a vapor se concretizou em 1820, na industria de João Baptista Angela da Costa. Com a interlocução de Julião da Costa a máquina foi comprada. Sabe-se que ela moía cereais, serrava madeira, descascava arroz e fundia ferro. Para essa mesma industria, ele também foi responsável por comprar um barco a vapor, em 1821.
O dito navio foi construído por Fawcett, Littledale & Co, e se tornou o primeiro do gênero em Portugal, além de ser o primeiro navio a vapor a atravessar o Golfo de Biscaia. A primazia da máquina a vapor não parou aí. Graças a Julião da Costa, em data próxima a introdução na metrópole, ele também aparece inaugurando a primeira máquina do tipo em solo brasileiro. 

### Tradução
Antônio Julião da Costa tinha um grande interrese pela literatura. Já em 1804 ele é denunciado pela mesa censória por ler livros proibidos. Esse interesse, todavia, não parou ai, ele acabou se tornando um importante literato e tradutor de livros ingleses, visto que era cônsul na Inglaterra. 
Por sua posição de destaque a maior parte de suas traduções ocorreu de forma anônima. Há o conhecimento de sua autoria nas seguintes obras:
- Tractado das Leis relativas a navios mercantes e marinheiros, de Arbot Charles. Essa tradução é a primeira que aparece nos documentos, datado de 1819.
- O Systema da ley sobre seguros maritimos, de James Allan Park. A tradução foi lançada em 1821[15].
- O Subalterno, em 1830[16].
- Journal of a passage from the Pacific to the Atlantic, crossing the Andes in the northern provinces of Peru, and descending the river Marañon, or Amazon, do viajante britânico Henry Lister Maw. A dita obra foi publicada originalmente em 1829 e a tradução foi lançada na cidade de Liverpool em 1831[17].

Ademais, ele também era produtor literário. Sendo correspondente assíduo do jornal literário e instrutor da sociedade propagadora de conhecimento úteis e tendo escrito Observaçoens sobre o augmento do commercio e industria em Portugal offerecidas aos Illm.°s Membros das Associacoens mercantis de Lisboa e Porto por hum Portuguez (1838).